# Забруднення повітря

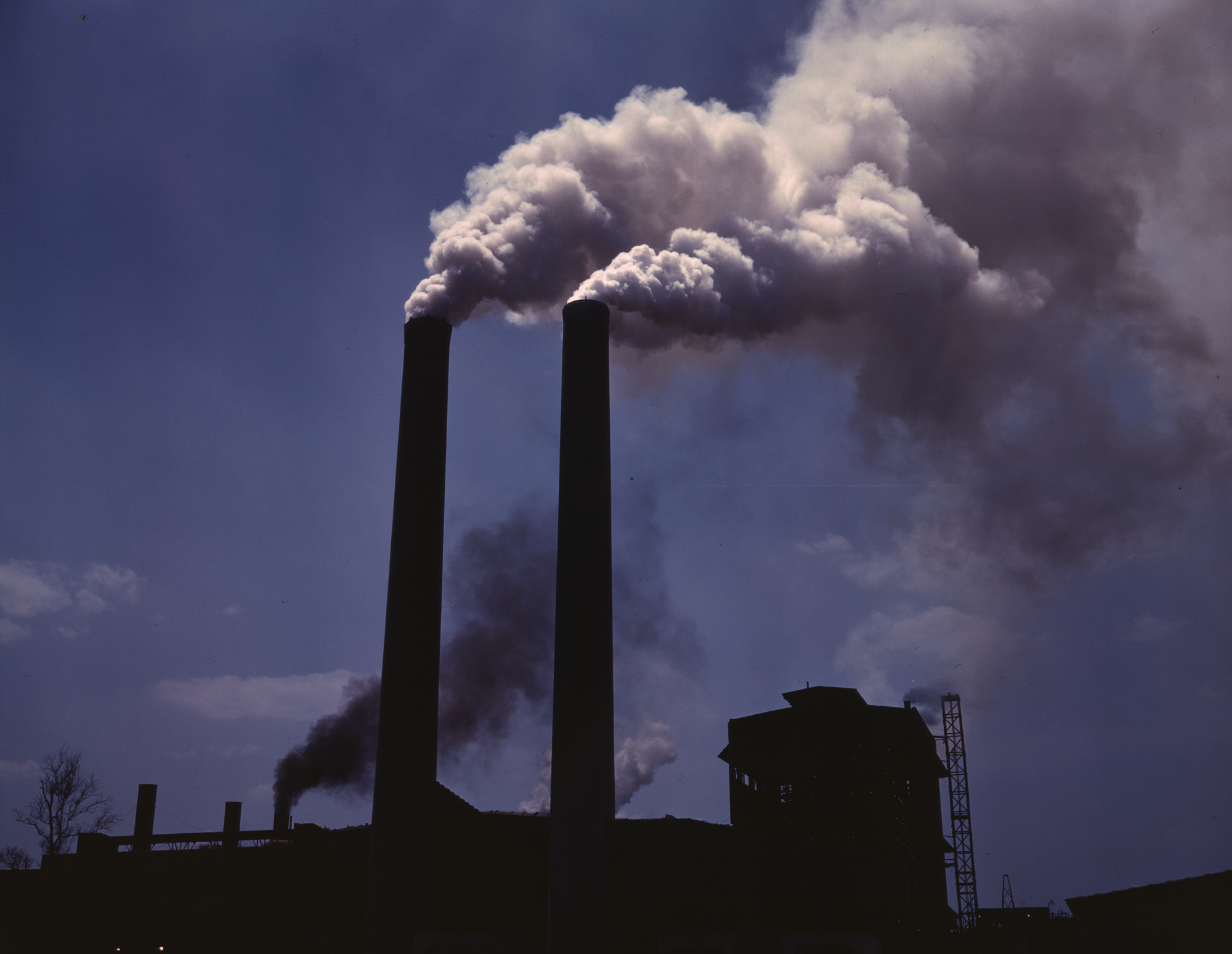
Завод, що забруднює повітря.

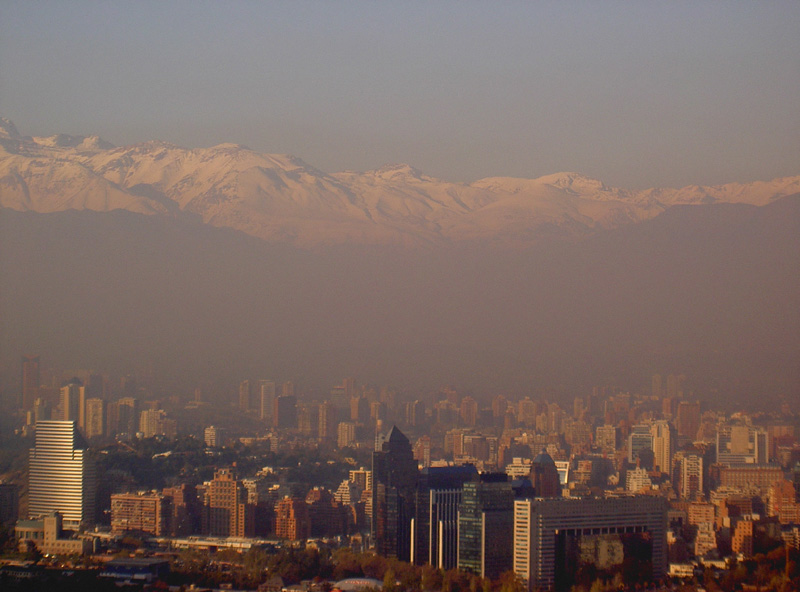
Смог над Сантьяґо

Забру́днення атмосфе́рного пові́тря — один з основних типів антропогенного забруднення. Полягає у викиді в атмосферу хімічних речовин, твердих частинок і біологічних матеріалів, здатних викликати шкоду для людини та інших живих організмів. Часто ефект забруднювачів є непрямим та проявляється лише через тривалий час, наприклад, певні речовини здатні зменшувати товщину озонового шару, впливаючи таким чином на більшість земних екосистем.
Забруднення повітря відбувається шляхом природних і антропогенних джерел. До природних можна віднести пилові бурі, пожежі в лісах, степах.

## Загальна характеристика
Світове господарство щорічно викидає в атмосферу більше 15 млрд т вуглекислого газу, 200 млн т оксиду вуглецю, понад 500 млн т вуглеводнів, 120 млн т золи та ін. Загальний обсяг викидів забруднюючих речовин в атмосферу становить більше 19 млрд т.
Основними забруднюючими речовинами, які надходять в атмосферу при спалюванні палива, є тверді частинки (попіл, сажа), оксиди сірки (SO2 і SO3), оксиди азоту (NO і NO2) При неповному згорянні палива в газоподібних викидах можуть накопичуватися оксиди вуглецю (СО), вуглеводні типу СН4, С2Н4, поліциклічні ароматичні вуглеводні, бензапірен (С20Н12), а також п'ятиокис ванадію (V2O5). Останні дві сполуки належать до класу надзвичайно небезпечних. Діоксид (SO2) і триоксид (SO3) сірки є головними компонентами забруднення природного середовища при спалюванні палива.
Промисловий пил утворюється в результаті механічної обробки різних матеріалів (дроблення, розмелювання, підривання, заповнення, розрівнювання), теплових процесів (спалювання, прожарювання, сушка, плавлення), транспортування сипучих матеріалів (навантаження, просіювання, класифікація).
Рідкі забруднюючі речовини утворюються при конденсації пари, розпиленні і розливі рідин, в результаті (кольорова металургія, виробництво цементу). При спалюванні палива утворюється величезна кількість газоподібних сполук — оксиди сірки, азоту, вуглецю, важких і радіоактивних металів. Реакції відновлення також є джерелом газоподібних забруднюючих сполук, наприклад, виробництво коксу, соляної кислоти з хлору і водню, аміаку з атмосферного азоту.
Слід зазначити, що щоб зменшити викиди в атмосферу у розвинених країнах повсякчасно встановлюються системи контролю викидів продуктів згорання, не дивлячись на велику вартість таких систем. Посилюється контроль над вмістом вихлопних газів, за перевищення норм накладається штраф. Дає результати установка очисних споруд на електростанціях та інших промислових підприємствах. Введення технології десульфуризації димового газу на ТЕС, які працюють на вугіллі, дозволяють значно скоротити вміст двоокису сірки у димі. Комбіноване використання тепла та енергії на промислових підприємствах означає, що тепло, замість того, щоб «йти на вітер» і розсіюватися в атмосфері, буде обігрівати приміщення.
Потужним джерелом газоподібних сполук є хімічні реакції розкладання (виробництво фосфорних добрив), електрохімічні процеси (виробництво алюмінію), випарювання, дистиляція.
Питома вага різних галузей промисловості й транспорту в загальному обсязі забруднення атмосфери становить (у %): теплова енергетика — 25,7; чорна металургія — 23,4; нафтовидобувна і нафтохімічна — 13,7; транспорт — 11,6; кольорова металургія — 11,1; гірничодобувна — 7,1; підприємства будівельного комплексу — 3,4; машинобудування — 2,8; інші галузі — 1,2.

## Джерела забруднення повітря

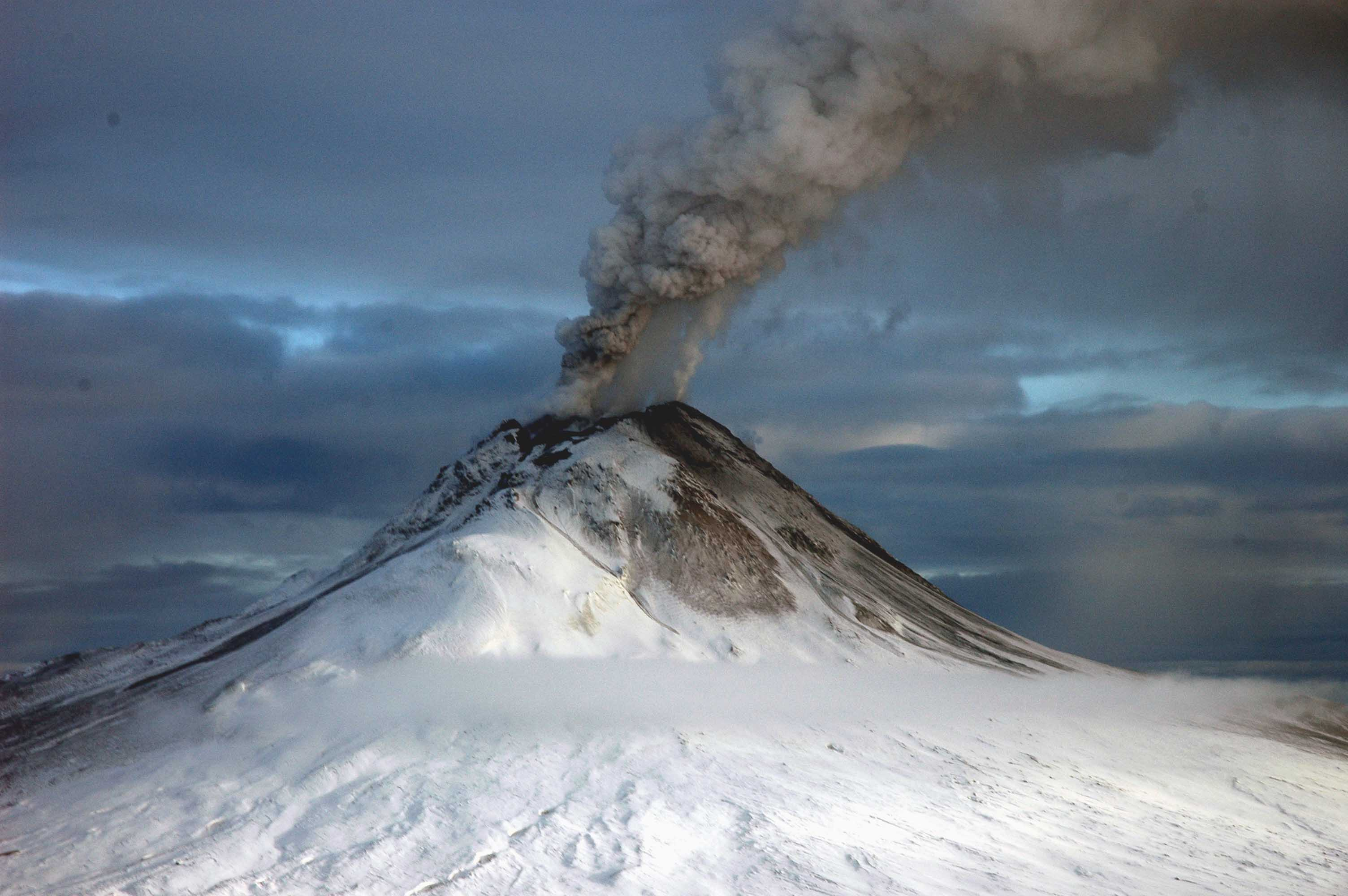
Вулканічні гази, що потрапляють в атмосферу під час виверження вулкана Августин, Аляска, 2006

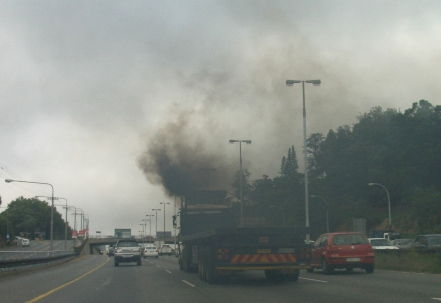
Викиди від автотранспорту.